# Akropolis
 Denne artikel omhandler akropolis generelt. Opslagsordet har også en anden betydning, se Akropolis, Athen.
Akropolis (Græsk acro, Høj, polis, by") betyder bogstaveligt Højeste by. Tidlige bosættere valgte af forsvarsmæssige grunde højt placerede områder. Ofte en bakke med stejle sider. Disse tidlige forsvarsværker blev i mange dele af verden til kernen i store byer, som voksede op på de omkringliggende lavere områder.
Ordet "Akropolis" er oprindeligt græsk og sammenkædes primært med de græske byer (Athen, Argos, Theben og Korinth med  Akrokorinth). Men oprindelsen kan henføres til alle den slags forsvarsværker (Rom, Jerusalem, kelternes Bratislava, adskillige i Lilleasien og Castle Hill ved Edinburgh). 
Det bedst kendte eksempel er Akropolis, Athen, som pga. sin historiske betydning og de berømte bygninger her, er kendt som bare "Akropolis".
Pga. dens klassiske græsk-romerske stil er ruinerne af Mission San Juan Capistrano's "Great Stone Church" (i Californien)  kendt som den "Amerikanske Akropolis". 
Akropolis er i dag en af verdens mest kendte ruiner. I gamle dage var Akropolis en landsby og ikke en kæmpe ruin. Landsbyen hed Thegos. Den lå i hovedstaden Athen. Grunden til at der ligger en landsby i en by er, at nogen fra Athen ville bo for sig selv.
Rundt omkring i verden er der opstået andre navne for den slags højtliggende forsvarsværker, som ofte har en naturlig god beliggenhed: citadel eller Alcazar. I det centrale Italien samler mange små landsbyer sig stadig om foden af en befæstet bebyggelse kendt som "La Rocca".
Ordet "Akropolis" bruges også om det centrale kompleks af overlappende konstruktioner, som plazaer og pyramider i mange Maya-byer som Tikal og Copán.
Akropolis var effektive forsvarsværker for de gamle grækere, da de var næsten uindtagelige. Akropolis i Athen havde også andre fordele fx ly og ferskvandskilder. Det var også et religiøst samlingspunkt med avanceret arkitektur og centrum for religion. Denne fantastiske geologiske konstruktion gav fordele i mange år. 